# Ruyan (città)
Rūyān (farsi رويان) è una città dello shahrestān di Nur, circoscrizione Centrale, nella provincia del Mazandaran in Iran. Aveva, nel 2006, una popolazione di 6.339 abitanti. Si trova a poca distanza a ovest di Nur, sulle rive del mar Caspio. Precedentemente si chiamava Alamdeh; faceva parte della regione storica di Ruyan.